# 斯蒂芬·喬丹
斯蒂芬·喬丹（英語：Stephen Jordan；1982年3月6日—）是一位英格蘭足球運動員。在場上的位置是後衛。他現在效力於英格蘭足球甲級聯賽球隊弗利特伍德镇足球俱乐部。他也是一位曼城球迷。

## 外部連結
- 足球数据库：斯蒂芬·喬丹的球员统计数据
- Sheffield United player profile
- Burnley Team profile